# 문성준
문성준(1953년 8월 16일 ~ )은 제17대 한국소방산업기술원 원장을 역임한 대한민국의 전직 소방공무원, 준정부기관인이다.

## 생애
1978년 강남소방서 지방소방사를 시작으로 도봉소방서장, 노원소방서장, 소방방재청 119구조구급국장, 제17대 한국소방산업기술원 원장 등을 역임하였다.

## 경력
- 1990년 3월 : 내무부 총무과, 소방국 예방과
- 1993년 7월 : 중앙소방학교 교학과
- 1997년 2월 : 서울특별시 소방재난본부 전산․감찰․행정계장
- 2004년 7월 : 서울소방학교 총무과장
- 2005년 1월 : 서울특별시 도봉소방서 서장, 서울소방학교 총무과장
- 2007년 3월 : 서울특별시 노원소방서 서장
- 2007년 12월 : 서울특별시 소방재난본부 소방감사반장
- 2009년 12월 : 서울특별시 소방재난본부 재난대응과 과장
- 2011년 12월 : 소방방재청 구조구급과 과장
- 2012년 7월 : 소방방재청 119구조구급국 국장
- 2012년 11월 : 제17대 한국소방산업기술원 원장